# Cervicitida
Cervicitida, jinak též zánět děložního hrdla, je častá zánětlivé a infekční onemocnění této části dělohy. Může mít bakteriální, mykotický nebo virový původ. Původci jsou prakticky totožní s těmi, kteří způsobují kolpitidu (tj. zánět pochvy), se kterou se cervicitida běžně současně vyskytuje.

## Nejčastější původci
- bakterie:
  - Neisseria gonorrhoeae
  - Chlamydia trachomatis
- prvoci:
  - Trichomonas vaginalis
- houby:
  - Candida albicans
- viry:
  - Herpes simplex

Bakterie většinou způsobují mukopurulentní (hnisavou) cervicitidu, protože převážně napadají drobné hlenové žlázky děložního hrdla.

## Klinické projevy
Hlavními klinickými projevy jsou vaginální výtok (výtok z pochvy) a tupá bolest v podbřišku.

## Diagnostika
Gynekologické vyšetření s výtěrem a mikrobiologickým vyšetřením (kultivací).

## Prevence a léčba
Základní léčbou jsou lokálně podávané protizánětlivé léky a antibiotika. Infekce se může šířit pohlavním stykem, proto je součástí prevence i sexuální abstinence v infekčním období a požadavek chráněného pohlavního styku.